# Via Dante Di Nanni
Via Dante Di Nanni è una via di Torino, considerata simbolo del quartiere Borgo San Paolo. La via inizia in via San Bernardino e arriva fino in piazza Adriano nel quartiere Cenisia, per una lunghezza di poco più 1 km. La via nel tratto a sud di piazza Sabotino è stata resa pedonale e sede di mercato.

## Storia
Dal 1904 al 1916 l'impresario edile Enrico Plevna realizzò oltre trenta case destinate ai ceti medio-bassi nel quadrilatero tra via Villafranca (ora via Dante Di Nanni), corso Peschiera, via Monginevro e piazza Sabotino. Economiche ed eleganti allo stesso tempo, esse formarono il nucleo del moderno Borgo San Paolo, ricompreso nel 1915 all'interno della nuova cinta daziaria della metropoli torinese.
La strada è dedicata alla memoria del partigiano gappista Dante Di Nanni, la cui morte avvenne in un combattimento a fuoco sul balcone della sua abitazione, nella traversa via San Bernardino. Il precedente toponimo di via Villafranca è stato poi utilizzato per dare il nome ad un'altra via, quasi al confine con il comune di Grugliasco.

## Trasporti
Via Di Nanni è percorsa da una linea tramviaria, la linea circolare 16. Tale linea è suddivisa in due: la circolare sinistra e la circolare destra.

## Economia
Il tratto più importante dal punto di vista commerciale, per la presenza di negozi, locali e vari uffici professionali, è quello che va da piazza Sabotino a piazza Adriano, nel quartiere Cenisia. Via Dante Di Nanni è quindi una strada tranquilla nel suo tratto più breve, dove ha comunque sede il mercato rionale, mentre è una via trafficata e di grande struscio commerciale nel suo tratto finale, animato anche dalle iniziative dell'associazione "Vivi Via Di Nanni". L'istituzione di un'isola pedonale lungo la strada non manca di suscitare regolarmente proteste da parte dei residenti e dei commercianti.